# Karina Bryant
Pour les articles homonymes, voir Bryant.
Karina Bryant (née le 27 janvier 1979 à Kingston upon Thames) est une judokate britannique en activité évoluant dans la catégorie des plus de 78 kg (poids lourds). Elle compte à son palmarès de nombreuses récompenses obtenues en compétition internationale dont quatre titres européens. Malgré plusieurs participations aux Jeux olympiques et Championnats du monde, elle ne compte aucune médaille d'or dans ces compétitions. Elle est toutefois quintuple vice-championne du monde.

## Biographie
Dans la deuxième moitié des années 1990, elle s'illustre dans les compétitions internationales juniors en gagnant deux titres de championne du monde juniors et un titre continental. En 1998, elle remporte son premier titre européen parmi les seniors, une année avant d'obtenir une médaille de bronze aux Championnats du monde organisés au Royaume-Uni.
En 2000, après le gain d'un deuxième titre européen à Wroclaw, elle dispute pour la première fois les Jeux olympiques à Sydney. Après une première victoire, la Britannique est éliminée à l'étape des huitièmes-de-finale par la Française Christine Cicot. L'année suivant cette déception, elle s'illustre en toutes catégories en remportant le bronze au niveau européen et l'argent au niveau planétaire. Lors des Championnats du monde 2001 organisés à Munich, elle atteint en effet une première finale planétaire mais est battue par la Française Céline Lebrun. Elle réédite pareille performance deux ans plus tard lors des Mondiaux 2003 d'Osaka. En finale, elle est cette fois battue par la Chinoise Tong Wen. Cette deuxième médaille d'argent vient s'ajouter à celle remportée dans la catégorie des poids lourds, une médaille de bronze. Plus tôt dans l'année, elle remportait un troisième titre européen à Düsseldorf.
Vice-championne d'Europe l'année suivante, elle se présente en outsider aux Jeux olympiques d'été de 2004 organisés à Athènes. Elle est pourtant battue d'entrée par la future vice-championne olympique, la Cubaine Daima Beltrán. Elle connaît un sort similaire dans le tableau de repêchages est termine donc non classée. Cet échec passé, elle retrouve les podiums internationaux et enlève à Rotterdam en 2005 une quatrième couronne européenne. Quelques mois plus tard, elle remporte deux nouvelles médailles aux Championnats du monde disputés au Caire mais ne monte toujours pas sur la première marche du podium. Ainsi, aussi bien en toutes catégories que chez les poids lourds, elle perd en finale respectivement devant la Japonaise Midori Shintani et la Chinoise Tong.
En 2008, elle vise une médaille pour sa troisième participation aux Jeux olympiques, à Pékin. Elle est cependant éliminée dès le premier tour du tournoi des poids lourds. L'année suivante, quatre après avoir remporté sa dernière récompense lors d'un championnat international, elle décroche la médaille d'argent à l'occasion des Championnats du monde de Rotterdam. De retour de blessure, est battue pour la troisième en finale d'un tournoi planétaire par la Chinoise Tong Wen.

## Palmarès

### Palmarès international
| Année | Compétition                      | Lieu           | Résultat | Catégorie         |
| ----- | -------------------------------- | -------------- | -------- | ----------------- |
| 1995  | Championnats d'Europe juniors    | Valladolid     | 2e       | Plus de 72 kg     |
| 1996  | Championnats du monde juniors    | Porto          | 1re      | Plus de 72 kg     |
| 1996  | Championnats d'Europe juniors    | Monte-Carlo    | 2e       | Plus de 72 kg     |
| 1997  | Championnats d'Europe juniors    | Ljubljana      | 2e       | Plus de 72 kg     |
| 1998  | Championnats d'Europe            | Oviedo         | 1re      | Plus de 78 kg     |
| 1998  | Championnats du monde juniors    | Cali           | 1re      | Plus de 78 kg     |
| 1998  | Championnats d'Europe juniors    | Bucarest       | 1re      | Plus de 78 kg     |
| 1999  | Championnats d'Europe            | Bratislava     | 5e       | Plus de 78 kg     |
| 1999  | Championnats du monde            | Birmingham     | 3e       | Plus de 78 kg     |
| 2000  | Championnats d'Europe            | Wroclaw        | 1re      | Plus de 78 kg     |
| 2001  | Championnats d'Europe            | Paris          | 3e       | Toutes catégories |
| 2001  | Championnats du monde            | Munich         | 5e       | Plus de 78 kg     |
| 2001  | Championnats du monde            | Munich         | 2e       | Toutes catégories |
| 2002  | Championnats d'Europe            | Maribor        | 7e       | Toutes catégories |
| 2002  | Championnats d'Europe par équipe | Maribor        | 2e       | Plus de 78 kg     |
| 2003  | Championnats d'Europe            | Düsseldorf     | 1re      | Plus de 78 kg     |
| 2003  | Championnats du monde            | Osaka          | 3e       | Plus de 78 kg     |
| 2003  | Championnats du monde            | Osaka          | 2e       | Toutes catégories |
| 2004  | Championnats d'Europe            | Wroclaw        | 2e       | Plus de 78 kg     |
| 2004  | Championnats d'Europe par équipe | Paris          | 2e       | Plus de 78 kg     |
| 2005  | Championnats d'Europe            | Rotterdam      | 1re      | Plus de 78 kg     |
| 2005  | Championnats du monde            | Le Caire       | 2e       | Plus de 78 kg     |
| 2005  | Championnats du monde            | Le Caire       | 2e       | Toutes catégories |
| 2006  | Championnats d'Europe            | Tampere        | 7e       | Plus de 78 kg     |
| 2007  | Championnats du monde            | Rio de Janeiro | 5e       | Plus de 78 kg     |
| 2009  | Championnats du monde            | Rotterdam      | 2e       | Plus de 78 kg     |
| 2012  | Jeux olympiques                  | Londres        | 3e       | Plus de 78 kg     |

### Divers
Principaux tournois
- 3 podiums au Tournoi de Paris (3e en 2001, 3e en 2003, 3e en 2005).